# Vincent Kiplagat Mitei
Vincent Kiplagat Mitei (10 agosto 1984) è un ex maratoneta keniota.

## Competizioni internazionali
2009
- Bronzo alla Baringo Half Marathon ( Baringo) - 1h02'18"
- 16º alla Standard Chartered Nairobi Half Marathon ( Nairobi) - 1h03'29"

2010
- 10º alla Maratona di Parigi ( Parigi) - 2h09'38"
- 6º alla Maratona di Houston ( Houston) - 2h09'22"
- Oro alla Maratona di Istanbul ( Istanbul) - 2h10'42"
- 14º alla Standard Chartered Nairobi Marathon ( Nairobi) - 2h15'57"

2011
- 5º alla Maratona di Hannover ( Hannover) - 2h10'56"
- Oro alla Maratona di Istanbul ( Istanbul) - 2h10'58"
- 12º alla Standard Chartered Nairobi Marathon ( Nairobi) - 2h12'54"
- 14º alla Maratona di Nagpur ( Nagpur) - 2h24'27"

2012
- 10º alla Maratona di Düsseldorf ( Düsseldorf) - 2h10'53"
- Argento alla Maratona di Würzburg ( Würzburg) - 2h30'59"
- Argento alla Mezza maratona di Heilbronn ( Heilbronn) - 1h07'40"

2013
- 11º alla Maratona di Cannes ( Cannes) - 2h32'33"